# Psychobitch
Pour plus de détails, voir Fiche technique et Distribution.
Psychobitch est un film norvégien de Martin Lund sorti en 2019. Le film est présenté au ArteKino Festival.

## Synopsis
Dans une petite ville norvégienne, Marius est un adolescent qui réussit bien à l'école et a une famille aimante. En dernière année de collège, il fait la connaissance d'une fille nommée Frida âgée de 15 ans, différente et asociale, ayant fait une tentative de suicide. Mêlant plusieurs problématiques liées à l'adolescence, le film raconte l'histoire d'amour de ces deux personnages et leur passage à l'âge adulte.

## Informations Techniques
- Réalisateur : Martin Lund
- Scénariste : Martin Lund
- Date de sortie : 11 janvier 2019
- Durée : 109 minutes
- Pays :  Norvège
- Langue : Norvégien